# Razori
Razori je naselje v Občini Dobrova-Polhov Gradec.